# Phong trào Ca khúc Chính trị
Phong trào Ca khúc Chính trị là một sinh hoạt văn nghệ quần chúng tiêu biểu tại Việt Nam thập niên 1980.

## Lịch sử
Trong Hồi ký của một thằng hèn, nhạc sĩ Tô Hải cho biết, sau sự kiện 30 tháng 04, chính sách tịch thu và tiêu hủy "văn hóa phẩm đồi trụy Mỹ-ngụy" đã gây thâm hụt lớn trong sự sống văn nghệ miền Nam. Công chúng tuy rằng vẫn lén lút mua và thưởng thức băng nhạc ngoại thời thượng, nhưng nhìn trung "bầu trời âm nhạc tổ quốc dần vắng bóng những ngôi sao" và nhất là mất đi tính định hướng tư tưởng người nghe.
Tháng 7.1979, Họa Mi, Kim Phương, Sỹ Thanh, Trần Văn Phú (TP.HCM) được chọn tham dự Liên hoan CKCT tại Alma Ata (Liên Xô) và Mạnh Hà, Lê Dung, Vân Mai, Ngọc Thắng (Hà Nội) tham gia Đại hội Liên hoan CKCT của hơn 40 nước tổ chức tại Berlin (CHDC Đức) ngày 10.2.1979.
Nhóm Rạng Đông được Nhà văn hóa Thanh niên TP.HCM thành lập theo yêu cầu tham gia Liên hoan CKCT tại CHDC Đức (cũ) vào tháng 9.1980. Nhóm gồm Cẩm Vân, Chí Hùng (organ của ban The Black Sun cũ, là công nhân của Sở Quản lý phân phối điện), Hồng Danh, Sĩ Thanh, Bạch Lý, Thanh Long (ban The Blue Jets). Trước khi nhóm CKCT này ra đời, năm 1978, tuổi trẻ thành phố đã bị hút hồn bởi nhóm CKCT Lứa tuổi 49 của CHDC Đức (cũ) đến VN trình diễn trong đó có bài hát rất ấn tượng Bài ca Hồ Chí Minh với điệp khúc: "Hồ! Hồ! Hồ Chí Minh!". Sau đó nhóm nhạc nữ 30 Tháng 4 được hình thành dự Liên hoan các nhóm CKCT tại Bulgaria gồm Kim Phương, Cẩm Vân, Kim Yến, Bạch Lý, Thúy Quang (chơi organ). Khi về nước nhóm 30 Tháng 4 còn thắng lợi hơn vì sự cổ vũ nhiệt tình của giới trẻ. Ban nhạc này được yêu cầu biểu diễn nhiều nơi.
Báo chí thời đó từng nhận xét: "Sau 30.4.1975 hoạt động của những ban nhạc trẻ tạm lắng ít lâu rồi dần dần sống lại với sự thay đổi về hình thức và nội dung. Các ban chơi trong phong trào văn nghệ quần chúng. Năm 1980 có khoảng 400 nhóm ở phường xã và gần 300 nhóm ở các xí nghiệp. Chúng ta gặp lại các ban The Peanuts và rất nhiều bạn chơi guitar, organ, trống của các ban nhạc trẻ cũ đang hoạt động trong các nhóm nhạc, với mục đích phục vụ hoàn toàn thay đổi".
Nhiều ban CKCT khác nhau về tên tuổi ca sĩ và những bản nhạc tự biên, tự diễn nhưng tựu trung đều giống nhau về hình thức cấu tạo của một ban nhạc trẻ trước đây gồm ca sĩ (nam hoặc nữ), hai nhạc công sử dụng hai đàn guitar (lead và bass), một nhạc công sử dụng organ, và một nhạc công chơi trống. Các nhạc công biết hát càng tốt. Mỗi ban nhạc có thể hát những bản nhạc nổi tiếng đang thịnh hành và những bản nhạc tự sáng tác của từng ban để có nét riêng.
Nhà Nghệ thuật quần chúng liền nhanh tay tổ chức liên hoan các nhóm CKCT để chọn những anh tài đi tham dự Liên hoan CKCT toàn quốc tại Hà Nội năm 1980. Trong liên hoan này những ban nhạc lấy được vị thế bằng tài năng như nhóm nữ Xí nghiệp dệt số 8, Phong Lan Trắng, Sao Sáng, Hải Âu, Mây Trắng, Lướt Sóng, Mê Kông, Nắng Hồng, Đại Dương, nhóm nữ Sinco với Hồng Hạnh, nhóm Thanh niên xung phong của Nguyễn Đức Trung, Thúy Hồng, Ngọc Bích..., nhóm ca khúc Đại học Tổng hợp của Hoàng Cao, nhóm Ca nhạc dân tộc Phù Sa với Ngọc Yến, Văn Tài, Ngọc Điệp...
Tại Liên hoan CKCT toàn quốc, TP.HCM chiếm nhiều huy chương vàng nhất, trong đó nhóm nữ Xí nghiệp dệt số 8 với giọng hát của bốn cô gái và tay trống nữ Tường Vân đã được khen ngợi hết lời. Tường Vân chính là tay trống ngày xưa của The Blue Stars.
Thời kỳ đó, các nhóm CKCT không chỉ bó hẹp biểu diễn tại các cơ quan, xí nghiệp. Khi các tụ điểm ca nhạc bung ra, luôn có nhiều nhóm CKCT thay phiên nhau biểu diễn hằng đêm và mỗi tụ điểm có một nhóm CKCT tên tuổi đứng "bảo kê" như: Quốc Dũng là của sân khấu Kỳ Hòa (Q.10); còn các tụ điểm 126 (đường Cách Mạng Tháng Tám), Phú Thọ (đường Ba Tháng Hai) hay Tao Đàn, CLB Lao động (tên cũ của Cung văn hóa Lao động TP.HCM)... là nơi biểu diễn của hàng loạt nhóm CKCT như Mây Trắng, Cửu Long nữ, Sinco nam, Hy Vọng, Dây Leo Xanh, Sao Sáng, Rạng Đông, Mê Kông, Bách Việt...
Một bài viết đã nhận xét như sau: "Mười năm CKCT là mười năm đặc biệt nhất trong lịch sử nhạc trẻ Việt. Nó làm nên, không chỉ một màu sắc riêng, độc đáo, không hề có ở các nước tư bản, mà còn khơi mào và đặt nền móng cho cả một giai đoạn phát triển tiếp nối, tức giai đoạn thị trường hóa.
Các nhạc sĩ trưởng thành sau năm 1975 đều sáng tác nhạc cho nhóm CKCT: Từ Huy, Nguyễn Ngọc Thiện, Nguyễn Văn Hiên, Nguyễn Đức Trung, Vũ Hoàng, Lê Văn Lộc, Nguyễn Văn Sanh, Thế Hiển, Vy Nhật Tảo...
Nhiều tay đàn, tay trống sừng sỏ của Sài Gòn cũng chỉ hành nghề trong môi trường CKCT: Mạnh Tuấn, Huỳnh Hiệp, Lý Được, Thanh Long, Hùng Tao Đàn, Bảo Chấn, Bạch Lý, Mỹ Linh, Huỳnh Háo, Cao Đức, Vũ Văn Tuyên, Trần Tài, Quốc Dũng, Tùng Châu, Sỹ Đan... Các ca sĩ ngày hôm nay vẫn còn nguyên danh tiếng hoặc nổi lên ở giai đoạn thị trường hóa âm nhạc (1985 trở đi) đều có thời gắn bó với CKCT như: Cẩm Vân, Lệ Thu, Trang Thanh Lan, Lâm Xuân, Bảo Yến, Nhã Phương, Kim Yến, Ngọc Yến, Hồng Vân, Ngọc Điệp, Trang Kim Yến, Chung Tử Lưu, Nguyễn Hưng, Thái Châu...".

## Nhân sự
- Ban tổ chức: Thành Đoàn TP. Hồ Chí Minh
- Nhà bảo trợ: Bộ Văn hóa và Thông tin
- Hãng dĩa: Dihavina, Đài Tiếng nói Nhân dân, Đài Tiếng nói Việt Nam, Báo Công an Thành phố Hồ Chí Minh, Đài truyền hình Việt Nam

### Nhạc sĩ
- Nguyễn Ánh 9
- Y Vân
- Tô Hải
- Tô Thanh Tùng
- Trịnh Công Sơn
- Quốc Dũng
- Trần Long Ẩn
- Triều Dâng
- Lê Hựu Hà
- Ca Lê Thuần
- Thuận Yến
- Vũ Hoàng
- Kim Tuấn
- Phạm Tuyên
- Từ Huy
- Nguyễn Ngọc Thiện
- Nguyễn Văn Hiên
- Nguyễn Đức Trung
- Lê Văn Lộc
- Nguyễn Văn Tý
- Nguyễn Văn Sanh
- Nguyễn Minh Tuấn
- Thế Hiển
- Nguyễn Trọng Tạo
- Vy Nhật Tảo
- Trần Kiết Tường
- Quốc Trung
- Nguyễn Tài Tuệ
- An Thuyên
- Hữu Ước

### Ca sĩ
- Thanh Lan
- Họa Mi
- Bích Trâm
- Chánh Tín
- Lệ Thu
- Khánh Ly
- Thanh Tuyền
- Thái Thanh
- Hà Thanh
- Tô Lan Phương
- Bảo Yến
- Thủy Triều
- Nhã Phương
- Cẩm Vân
- Thanh Hoa
- Kiều Hưng
- Lê Hành
- Trang Thanh Lan
- Lâm Xuân
- Túy Phượng
- Quang Thọ
- Ngọc Điệp
- Nguyễn Lệ Thu
- Trang Kim Yến
- Chung Tử Lưu
- Nguyễn Hưng
- Thái Châu
- Thái Bảo
- Giang Tử
- Duy Khánh
- Lê Dung
- Thanh Lam
- Ngọc Ánh
- Bích Phương
- Trịnh Vĩnh Trinh
- Minh Châu
- Quỳnh Như
- Ngọc Tân
- Thu Hiền
- Như Hảo
- Hoàng Thơ
- Vũ Dậu
- Bích Liên
- Quỳnh Liên
- Hoàng Thơ
- Bích Việt
- Hồng Liên
- Quý Dương
- Ái Vân
- Ái Xuân
- Vân Khánh

### Ban nhạc
- Ngọc Chánh (CrazyDogs cũ)
- Rạng Đông (TheBlackSun & TheBlueJets cũ)
- Ba Mươi Tháng Tư
- Tam ca Đông Phương
- Xí nghiệp Dệt số 08 (TheBlueStars cũ)
- Phong Lan Trắng
- Sao Sáng
- Hải Âu
- Mây Trắng
- Lướt Sóng
- Mê Kông
- Nắng Hồng
- Đại Dương
- Sinco
- Thanh niên Xung phong
- Đại học Tổng hợp
- Phù Sa
- Bách Việt
- Cửu Long
- Dây Leo Xanh
- Hy Vọng

### Xuất phẩm
- Nhạc trẻ Sài Gòn (1989-90)